# William Duncan
William Duncan, nome alla nascita William A. Duncan (Dundee, 16 dicembre 1879 – Hollywood, 8 febbraio 1961), è stato un attore, regista e sceneggiatore scozzese la cui carriera in gran parte si svolse all'epoca del muto.
Era sposato con l'attrice Edith Johnson (1894-1969)

## Biografia
Nato a Dundee, in Scozia, visse e lavorò negli Stati Uniti. Diventò uno degli attori e registi più conosciuti degli anni dieci, lavorando con la Selig Polyscope Company e poi con la Vitagraph. 
Protagonista in numerosissimi film a un rullo, si contano nella sua carriera almeno 171 interpretazioni: dal suo esordio, avvenuto nel 1909 all'età di ventinove anni, fino al 1940, quando girò il suo ultimo film, The Texas Rangers Ride Again. Venne spesso impiegato nel genere western: si ritirò temporaneamente dagli schermi nel 1924. Dopo il suo ritorno al cinema negli anni trenta, ricoprì il ruolo di Buck Peters nella popolare serie dedicata a Hopalong Cassidy. 
Fu anche prolifico regista, con ottantasette pellicole al suo attivo, tutte girate negli anni che vanno dal 1911 al 1924. Dal 1912 al 1914, scrisse oltre una quarantina tra soggetti e sceneggiature.
Da regista alla Selig, una delle sue attrici preferite fu Myrtle Stedman, una ex cantante lirica passata al cinema e moglie del regista Marshall Stedman.
Quando Duncan cambiò casa di produzione, messo sotto contratto dalla Vitagraph, il suo stipendio annuo fu portato a un milione di dollari, cosa che fece di lui l'artista più pagato di Hollywood, più di Mary Pickford e di Douglas Fairbanks.
Morto il 7 febbraio 1961 a 81 anni, Duncan venne sepolto all'Inglewood Park Cemetery di Inglewood, in California. Nel 1969 gli venne sepolta accanto la moglie Edith Johnson..

## Filmografia
La filmografia basata su IMDb è completa. Quando manca il nome del regista, questo non viene riportato nei titoli

### Attore

#### 1909
- Love and Law, regia di Marshall Stedman - cortometraggio (1909)

#### 1911
- The New Editor, diretto da Joseph A. Golden (1911)
- Two Lives, regia di Joseph A. Golden - cortometraggio (1911)
- The Warrant, regia di Joseph A. Golden - cortometraggio (1911)
- The Gray Wolves, regia di Joseph A. Golden - cortometraggio (1911)
- A New York Cowboy, regia di Francis Boggs - cortometraggio (1911)
- A Tennessee Love Story, regia di Joseph A. Golden - cortometraggio (1911)
- The Wheels of Justice, regia di Otis Turner - cortometraggio (1911)
- Told in Colorado, regia di Joseph A. Golden - cortometraggio (1911)
- Why the Sheriff Is a Bachelor, regia di Joseph A. Golden e Tom Mix - cortometraggio (1911)
- Western Hearts, regia di Joseph A. Golden - cortometraggio (1911)
- The Telltale Knife, regia di William Duncan - cortometraggio (1911)
- A Romance of the Rio Grande, regia di Colin Campbell e Otis Thayer - cortometraggio (1911)
- The Bully of Bingo Gulch, regia di Otis Thayer - cortometraggio (1911)

#### 1912
- Two Men and a Girl, regia di Otis Thayer - cortometraggio (1912)
- A Modern Ananias, regia di Otis Thayer - cortometraggio (1912)
- A Cowboy's Best Girl, regia di Otis Thayer - cortometraggio (1912)
- The Scapegoat, regia Otis Thayer - cortometraggio (1912)
- The Girl He Left Behind, regia di Otis Thayer - cortometraggio (1912)
- The Widow of Rickie O'Neal, regia di O.B. Thayer (Otis Thayer) - cortometraggio (1912)
- The Horseshoe, regia di Otis Thayer - cortometraggio (1912)
- In Little Italy, regia di William V. Mong - cortometraggio (1912)
- The Brotherhood of Man, regia di Frank Beal - cortometraggio (1912)
- Hypnotized, regia di Otis Thayer - cortometraggio (1912)
- His Chance to Make Good, regia di Otis Thayer - cortometraggio (1912)
- Driftwood, regia di Otis Thayer - cortometraggio (1912)
- The Other Woman, regia di George L. Cox - cortometraggio (1912)
- The Law of the North, regia di Frank Beal e George L. Cox - cortometraggio (1912)
- Exposed by the Dictograph, regia di Richard Garrick - cortometraggio (1912)
- The Vagabonds, regia di Otis Thayer - cortometraggio (1912)
- A Citizen in the Making, regia di Otis Thayer - cortometraggio (1912)
- When the Heart Calls, regia di Richard Garrick - cortometraggio (1912)
- The Polo Substitute, regia di Colin Campbell - cortometraggio (1912)
- The Double Cross, regia di Otis Thayer - cortometraggio (1912)
- A Wartime Romance, regia di Richard Garrick - cortometraggio (1912)
- The Peculiar Nature of the White Man's Burden, regia di Otis Thayer - cortometraggio (1912)
- An Unexpected Fortune, regia di Otis Thayer - cortometraggio (1912)
- The Boob, regia di Otis Thayer - cortometraggio (1912)
- The Wayfarer, regia di Otis Thayer - cortometraggio (1912)
- A Cowboy's Mother, regia di Otis Thayer - cortometraggio (1912)
- The Whiskey Runners, regia di Otis Thayer - cortometraggio (1912)
- An Equine Hero, regia di Otis Thayer - cortometraggio (1912)
- Circumstantial Evidence, regia di Otis Thayer - cortometraggio (1912)
- The Fighting Instinct - cortometraggio (1912)
- The Brand Blotter, regia di Marshall Stedman - cortometraggio (1912) )
- The Cattle Rustlers, regia di Marshall Stedman - cortometraggio (1912) )
- Why Jim Reformed, regia di William Duncan - cortometraggio (1912)
- A Motorcycle Adventure, regia di Marshall Stedman - cortometraggio (1912)
- Monte Cristo, regia di Colin Campbell - cortometraggio (1912)
- The Opium Smugglers, regia di William Duncan - cortometraggio (1912)
- So-Jun-Wah and the Tribal Law, regia di Marshall Stedman - cortometraggio (1912)
- Jim's Vindication, regia di William Duncan - cortometraggio (1912)
- The Dynamiters, regia di William Duncan - cortometraggio (1912)
- Between Love and the Law, regia di Marshall Stedman - cortometraggio (1912)
- The Ranger and His Horse, regia di William Duncan - cortometraggio (1912)
- Buck's Romance, regia di William Duncan - cortometraggio (1912)
- A Rough Ride with Nitroglycerine, regia di William Duncan - cortometraggio (1912)

#### 1913
- The Gunfighter's Son, regia di William Duncan - cortometraggio (1913)
- Bud's Heiress, regia di William Duncan - cortometraggio (1913)
- A Matrimonial Deluge, regia di William Duncan - cortometraggio (1913)
- The Suffragette, regia di Marshall Stedman - cortometraggio (1913)
- A Canine Matchmaker; or, Leave It to a Dog, regia di William Duncan - cortometraggio (1913)
- How It Happened, regia di William Duncan - cortometraggio (1913)
- Bill's Birthday Present, regia di William Duncan - cortometraggio (1913)
- The Range Law, regia di William Duncan - cortometraggio (1913)
- The Bank's Messenger, regia di William Duncan - cortometraggio (1913)
- The Deputy's Sweetheart, regia di William Duncan - cortometraggio (1913)
- The Sheriff of Yavapai County, regia di William Duncan - cortometraggio (1913)
- The Life Timer, regia di William Duncan - cortometraggio (1913)
- The Shotgun Man and the Stage Driver, regia di William Duncan - cortometraggio (1913)
- His Father's Deputy, regia di William Duncan - cortometraggio (1913)
- An Embarrassed Bridegroom, regia di William Duncan - cortometraggio (1913)
- The Jealousy of Miguel and Isabella, regia di William Duncan - cortometraggio (1913)
- The Only Chance, regia di William Duncan - cortometraggio (1913)
- The Marshal's Capture, regia di William Duncan - cortometraggio (1913)
- Sallie's Sure Shot, regia di William Duncan - cortometraggio (1913)
- Made a Coward, regia di William Duncan - cortometraggio (1913)
- The Señorita's Repentance, regia di William Duncan - cortometraggio (1913)
- The Taming of Texas Pete, regia di William Duncan - cortometraggio (1913)
- The Stolen Moccasins, regia di William Duncan - cortometraggio (1913)
- The Galloping Romeo, regia di William Duncan - cortometraggio (1913)
- An Apache's Gratitude, regia di William Duncan - cortometraggio (1913)
- The Good Indian, regia di William Duncan - cortometraggio (1913)
- Howlin' Jones, regia di William Duncan - cortometraggio (1913)
- The Capture of Bad Brown, regia di William Duncan - cortometraggio (1913)
- The Cattle Thief's Escape, regia di William Duncan - cortometraggio (1913)
- Saved from the Vigilantes, regia di William Duncan - cortometraggio (1913)
- The Silver Grindstone, regia di William Duncan - cortometraggio (1913)
- The Schoolmarm's Shooting Match, regia di William Duncan - cortometraggio (1913)
- The Rustler's Reformation, regia di William Duncan - cortometraggio (1913)
- Physical Culture on the Quarter Circle V Bar, regia di William Duncan - cortometraggio (1913)
- Buster's Little Game, regia di William Duncan - cortometraggio (1913)
- Mother Love vs Gold, regia di William Duncan - cortometraggio (1913)

#### 1914
- Good Resolutions, regia di William Duncan - cortometraggio (1914)
- By Unseen Hand, regia di William Duncan - cortometraggio (1914)
- A Friend in Need, regia di William Duncan - cortometraggio (1914)
- Anni pericolosi (The Little Sister), regia di William Duncan - cortometraggio (1914)
- The Renegade's Vengeance, regia di William Duncan - cortometraggio (1914)
- A Mix-Up on the Plains, regia di William Duncan - cortometraggio (1914)
- Risen from the Ashes - cortometraggio (1914)
- Marian, the Holy Terror, regia di William Duncan - cortometraggio (1914)
- The Dawn of the New Day (1914)
- Detective and Matchmaker, regia di Ulysses Davis (1914)
- An Innocent Delilah, regia di Ulysses Davis (1914)
- Ward's Claim, regia di Ulysses Davis (1914)
- When the Gods Forgive, regia di Ulysses Davis (1914)
- Mareea, the Foster Mother, regia di Ulysses Davis (1914)
- Anne of the Mines, regia di Ulysses Davis (1914)
- Kidding the Boss, regia di Ulysses Davis (1914)
- The Choice, regia di Ulysses Davis (1914)
- Ann, the Blacksmith, regia di Ulysses Davis (1914)
- Sisters, regia di Ulysses Davis (1914)
- The Level, regia di Ulysses Davis (1914)
- Everything Against Him, regia di Ulysses Davis (1914)
- Pure Gold, regia di Ulysses Davis (1914)

#### 1915
- The Navajo Ring, regia di Ulysses Davis (1915)
- The Game of Life, regia di Ulysses Davis (1915)
- The Chalice of Courage, regia di Rollin S. Sturgeon (1915)
- A Child of the North, regia di Rollin S. Sturgeon (1915)
- He's a Bear, regia di Arthur Hotaling (1915)
- The Man from the Desert, regia di Ulysses Davis (1915)
- The Red Stephano, regia di Ulysses Davis (1915)
- The Repentance of Dr. Blinn, regia di David Smith (1915)
- The Quarrel, regia di Ulysses Davis (1915)
- His Golden Grain, regia di Ulysses Davis (1915)
- The Ebony Casket (1915)
- Love and Law, regia di Rollin S. Sturgeon (1915)
- A Scandal in Hickville, regia di Ulysses Davis (1915)
- Cal Marvin's Wife, regia di Ulysses Davis (1915)

#### 1916
- The Wanderers, regia di William Wolbert (1916)
- Bill Peter's Kid, regia di Rollin S. Sturgeon (1916)
- A Cripple Creek Cinderella, regia di Ulysses Davis (1916)
- God's Country and the Woman, regia di Rollin S. Sturgeon (1916)
- The Cost of High Living, regia di William Wolbert (1916)
- Through the Wall, regia di Rollin S. Sturgeon (1916)
- The Last Man, regia di William Wolbert (1916)

#### 1917
- The Mystery of Lake Lethe, regia di Rollin S. Sturgeon (1917)
- Money Magic, regia di William Wolbert (1917)
- Aladdin from Broadway, regia di William Wolbert (1917)
- The Fighting Trail, regia di William Duncan (1917)
- Dead Shot Baker, regia di William Duncan (1917)
- The Tenderfoot, regia di William Duncan (1917)
- Vengeance - and the Woman, regia di William Duncan e, non accreditato, Laurence Trimble (1917)

#### 1918
- A Fight for Millions, regia di William Duncan (1918)
- The Decision (1918)

#### 1919
- Man of Might, regia di William Duncan e Clifford Smith - serial (1919)
- Smashing Barriers, regia di William Duncan (1919)

#### 1920
- The Silent Avenger, regia di William Duncan (1920)
- Fighting Fate, regia di William Duncan (1921)

#### 1921
- Where Men Are Men, regia di William Duncan (1921)
- Steelheart, regia di William Duncan (1921)
- No Defense, regia di William Duncan (1921)

#### 1922
- The Silent Vow, regia di William Duncan (1922)
- When Danger Smiles, regia di William Duncan (1922)
- The Fighting Guide, regia di William Duncan e Don Clark (1922)

#### 1923
- Playing It Wild, regia di William Duncan (1923)
- Smashing Barriers, regia di William Duncan (1923)
- The Steel Trail, regia di William Duncan (1923)

#### 1924
- The Fast Express, regia di William Duncan (1924)
- Wolves of the North, regia di William Duncan (1924)

#### 1935
- Nevada, regia di Charles Barton (1935)
- L'evaso giustiziere (Three on the Trail), regia di Howard Bretherton (1936)
- Forlorn River, regia di Charles Barton (1937)
- Hopalong Rides Again, regia di Lesley Selander (1937)
- Thunder Trail, regia di Charles Barton (1937)
- Bar 20 Justice, regia di Lesley Selander (1938)
- I fuorilegge della frontiera (The Frontiersmen), regia di Lesley Selander (1938)
- Law of the Pampas, regia di Nate Watt (1939)
- The Farmer's Daughter, regia di James P. Hogan (1940)
- Queen of the Mob, regia di James P. Hogan (1940)
- The Texas Rangers Ride Again, regia di James P. Hogan (1940)

### Regista

#### 1911
- The Telltale Knife - cortometraggio (1911)

#### 1912
- The Fighting Instinct - cortometraggio (1912)
- Why Jim Reformed - cortometraggio (1912)
- The Opium Smugglers - cortometraggio (1912)
- Jim's Vindication - cortometraggio (1912)
- The Dynamiters - cortometraggio (1912)
- The Ranger and His Horse - cortometraggio (1912)
- Buck's Romance - cortometraggio (1912)
- A Rough Ride with Nitroglycerine - cortometraggio (1912)

#### 1913
- The Gunfighter's Son - cortometraggio (1913)
- The Cowboy Editor - cortometraggio (1913)
- Bud's Heiress - cortometraggio (1913)
- A Matrimonial Deluge - cortometraggio (1913)
- A Canine Matchmaker; or, Leave It to a Dog - cortometraggio (1913)
- How It Happened - cortometraggio (1913)
- Bill's Birthday Present - cortometraggio (1913)
- The Range Law - cortometraggio (1913)
- The Bank's Messenger - cortometraggio (1913)
- The Deputy's Sweetheart - cortometraggio (1913)
- Juggling with Fate - cortometraggio (1913)
- The Sheriff of Yavapai County - cortometraggio (1913)
- The Life Timer - cortometraggio (1913)
- The Shotgun Man and the Stage Driver - cortometraggio (1913)
- That Mail Order Suit - cortometraggio (1913)
- His Father's Deputy - cortometraggio (1913)
- Religion and Gun Practice - cortometraggio (1913)
- The Law and the Outlaw - cortometraggio (1913)
- An Embarrassed Bridegroom - cortometraggio (1913)
- The Jealousy of Miguel and Isabella - cortometraggio (1913)
- The Only Chance - cortometraggio (1913)
- Taming a Tenderfoot - cortometraggio (1913)
- The Marshal's Capture - cortometraggio (1913)
- Sallie's Sure Shot - cortometraggio (1913)
- Made a Coward - cortometraggio (1913)
- The Señorita's Repentance - cortometraggio (1913)
- The Taming of Texas Pete - cortometraggio (1913)
- The Stolen Moccasins - cortometraggio (1913)
- The Galloping Romeo - cortometraggio (1913)
- An Apache's Gratitude - cortometraggio (1913)
- The Good Indian - cortometraggio (1913)
- How Betty Made Good - cortometraggio (1913)
- Howlin' Jones - cortometraggio (1913)
- The Rejected Lover's Luck - cortometraggio (1913)
- The Capture of Bad Brown - cortometraggio (1913)
- The Cattle Thief's Escape - cortometraggio (1913)
- Saved from the Vigilantes - cortometraggio (1913)
- The Silver Grindstone - cortometraggio (1913)
- Dishwash Dick's Counterfeit - cortometraggio (1913)
- Two Sacks of Potatoes - cortometraggio (1913)
- The Schoolmarm's Shooting Match - cortometraggio (1913)
- The Sheriff and the Rustler - cortometraggio (1913)
- The Child of the Prairies - cortometraggio (1913)
- The Escape of Jim Dolan - cortometraggio (1913)
- Cupid in the Cow Camp - cortometraggio (1913)
- The Rustler's Reformation - cortometraggio (1913)
- Physical Culture on the Quarter Circle V Bar - cortometraggio (1913)
- Buster's Little Game - cortometraggio (1913)
- Mother Love vs Gold - cortometraggio (1913)

#### 1914
- Good Resolutions - cortometraggio (1914)
- By Unseen Hand - cortometraggio (1914)
- A Friend in Need - cortometraggio (1914)
- Anni pericolosi (The Little Sister) - cortometraggio (1914)
- The Renegade's Vengeance - cortometraggio (1914)
- A Mix-Up on the Plains - cortometraggio (1914)
- A Romance of the Forest Reserve - cortometraggio (1914)
- Marrying Gretchen - cortometraggio (1914)
- Marian, the Holy Terror - cortometraggio (1914)
- The Servant Question Out West (1914)

#### 1917
- The Fighting Trail (1917)
- Dead Shot Baker (1917)
- The Tenderfoot (1917)
- Vengeance - and the Woman (1917)

#### 1918
- A Fight for Millions (1918)

#### 1919
- Man of Might, co-regia di Clifford Smith - serial (1919)
- Smashing Barriers (1919)

#### 1920
- The Silent Avenger (1920)

#### 1921
- Fighting Fate (1921)
- Where Men Are Men (1921)
- Steelheart (1921)
- No Defense (1921)

#### 1922
- The Silent Vow (1922)
- When Danger Smiles (1922)
- The Fighting Guide (1922)

#### 1923
- Playing It Wild (1923)
- Smashing Barriers (1923)
- The Steel Trail (1923)

#### 1924
- The Fast Express (1924)
- Wolves of the North (1924)

### Sceneggiatore
- The Brotherhood of Man, regia di Frank Beal - cortometraggio (1912)
- Hypnotized, regia di Otis Thayer - cortometraggio (1912)
- The Fighting Instinct, regia di William Duncan (1912)
- Why Jim Reformed, regia di William Duncan - cortometraggio (1912)
- The Opium Smugglers, regia di William Duncan - cortometraggio (1912)
- Jim's Vindication, regia di William Duncan - cortometraggio (1912)
- The Dynamiters, regia di William Duncan - cortometraggio (1912)
- The Ranger and His Horse, regia di William Duncan - cortometraggio (1912)
- Buck's Romance, regia di William Duncan - cortometraggio (1912)
- A Rough Ride with Nitroglycerine, regia di William Duncan - cortometraggio (1912)
- The Gunfighter's Son, regia di William Duncan - cortometraggio (1913)
- The Cowboy Editor, regia di William Duncan - cortometraggio (1913)
- Bud's Heiress, regia di William Duncan - cortometraggio (1913)
- A Matrimonial Deluge, regia di William Duncan - cortometraggio (1913)
- A Canine Matchmaker; or, Leave It to a Dog, regia di William Duncan - cortometraggio (1913)
- How It Happened, regia di William Duncan - cortometraggio (1913)
- Bill's Birthday Present, regia di William Duncan - cortometraggio (1913)
- The Range Law, regia di William Duncan - cortometraggio (1913)
- The Bank's Messenger, regia di William Duncan - cortometraggio (1913)
- The Deputy's Sweetheart, regia di William Duncan - cortometraggio (1913)
- The Sheriff of Yavapai County, regia di William Duncan - cortometraggio (1913)
- The Life Timer, regia di William Duncan - cortometraggio (1913)
- The Shotgun Man and the Stage Driver, regia di William Duncan - cortometraggio (1913)
- His Father's Deputy, regia di William Duncan - cortometraggio (1913)
- Religion and Gun Practice, regia di William Duncan - cortometraggio (1913)
- An Embarrassed Bridegroom, regia di William Duncan - cortometraggio (1913)
- The Jealousy of Miguel and Isabella, regia di William Duncan - cortometraggio (1913)
- Taming a Tenderfoot, regia di William Duncan - cortometraggio (1913)
- The Marshal's Capture, regia di William Duncan - cortometraggio (1913)
- Made a Coward, regia di William Duncan - cortometraggio (1913)
- The Señorita's Repentance, regia di William Duncan - cortometraggio (1913)
- The Taming of Texas Pete, regia di William Duncan - cortometraggio (1913)
- The Stolen Moccasins, regia di William Duncan - cortometraggio (1913)
- The Galloping Romeo, regia di William Duncan - cortometraggio (1913)
- An Apache's Gratitude, regia di William Duncan - cortometraggio (1913)
- The Rejected Lover's Luck, regia di William Duncan - cortometraggio (1913)
- The Capture of Bad Brown, regia di William Duncan - cortometraggio (1913)
- Two Sacks of Potatoes, regia di William Duncan - cortometraggio (1913)
- The Schoolmarm's Shooting Match, regia di William Duncan - cortometraggio (1913)
- The Escape of Jim Dolan, regia di William Duncan - cortometraggio (1913)
- The Rustler's Reformation, regia di William Duncan - cortometraggio (1913)
- Mother Love vs Gold, regia di William Duncan - cortometraggio (1913)
- Good Resolutions, regia di William Duncan - cortometraggio (1914)
- A Friend in Need, regia di William Duncan - cortometraggio (1914)
- A Mix-Up on the Plains, regia di William Duncan - cortometraggio (1914)
- Marrying Gretchen, regia di William Duncan - cortometraggio (1914)
- Marian, the Holy Terror, regia di William Duncan - cortometraggio (1914)
- The Servant Question Out West, regia di William Duncan (1914)

### Film o documentari dove appare William Duncan
- Screen Snapshots, Series 1, No. 6 (1920)
- Hello, 'Frisco

## Galleria d'immagini

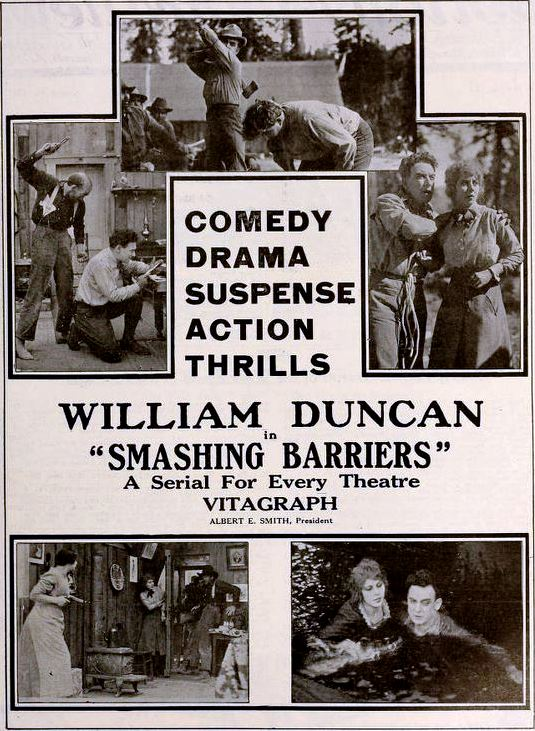
Smashing Barriers (1919)
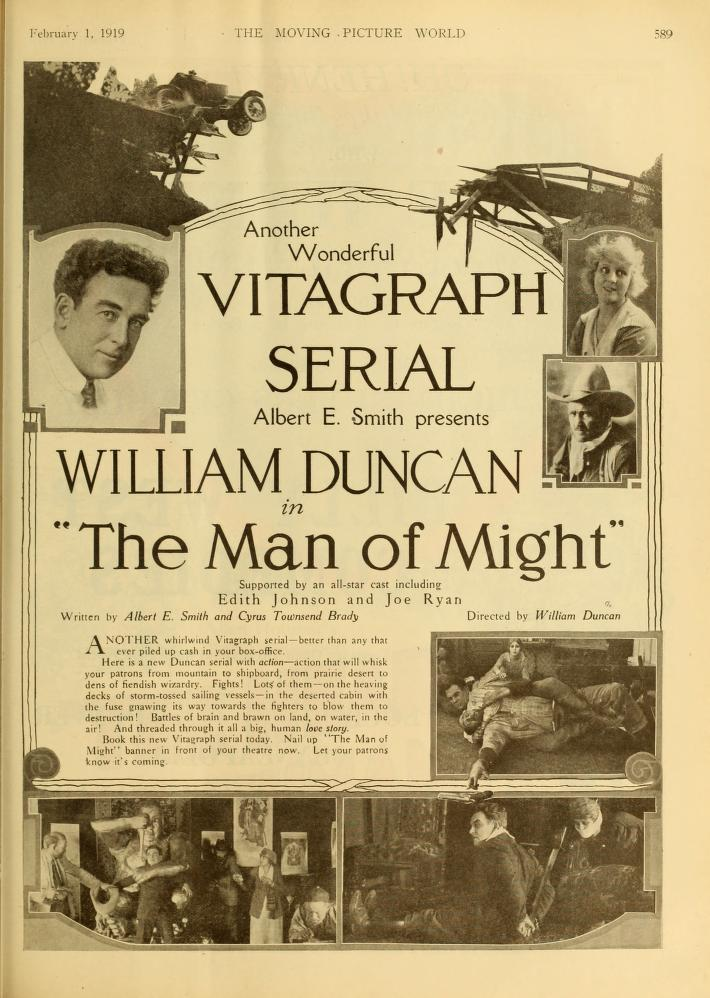
The Man of Might (1919)
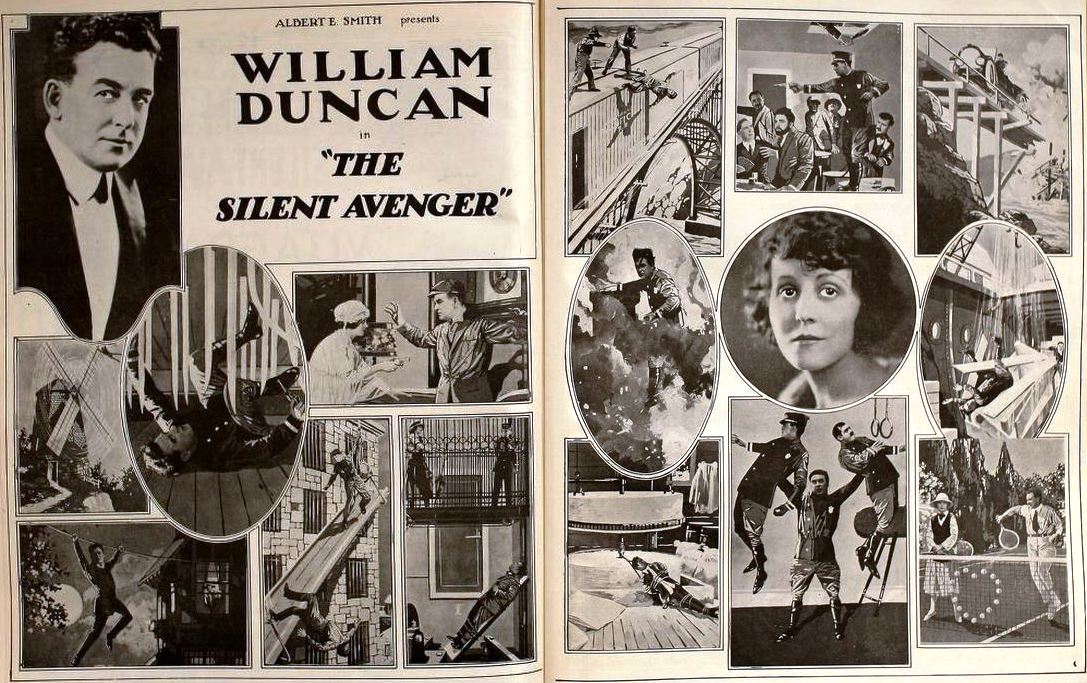
The Silent Avenger (1920)